# Gimnàstica acrobàtica
La gimnàstica acrobàtica o acrosport és un esport acrobàtic-coreogràfic que integra tres elements fonamentals: formació de figures o piràmides corporals, acrobàcies i elements de força, i flexibilitat a més d'equilibris com a transicions entre figures. Té elements de dansa, salts i cabrioles gimnàstiques com a component coreogràfic, que li atorguen el grau d'artístic.
L'acrobàcia és cadascun dels exercicis gimnàstics o d'habilitat que realitza un acròbata: equilibris, salts, girs, etc. Les acrobàcies són una part important de l'acrosport. Es poden entendre les acrobàcies fora de l'acrosport però no l'acrosport sense acrobàcies.

## Origen
Documents gràfics sobre l'antic Egipte ja reflecteixen artistes duent a terme diferents actuacions acrobàtiques, malabarístiques,...A finals del segle xviii aquestes activitats es van desenvolupar plenament al circ. A Espanya les primeres manifestacions circenses provenen dels joglars.
A cada exercici de circ li correspon un aparell de la Gimnàstica Artística:
- Els trapezistes, barristes, anelles es relacionen clarament amb els aparells gimnàstics.
- Els acròbates de "tapís o catifa" destacant-se entre ells els equilibristes i els volejadors "mà a mà".

La construcció de piràmides humanes s'observa al llarg de la història com un fenomen exponent de la cultura dels pobles que obeeix a diverses formes de manifestació al llarg de la seva evolució històrica. A Catalunya es destaca els castellers: composició estàtica o dinàmica en què uns pugen sobre altres formant una torre, un castell o una piràmide. També destaquen alguns grups molt coneguts a la Comunitat Valenciana, on també té una gran importància a alguns pobles de l'interior.

## Presentació de l'esport
L'acrosport és una disciplina esportiva inclosa en la Federació Internacional d'Esports Acrobàtics. Va ser fundada el 23 de novembre de 1973 que es va dissoldre el 1998 i es va integrar en la Federació Internacional de Gimnàstica. El primer campionat del món va tenir lloc el 1974. Des de 1993 forma part del programa dels Jocs Mundials. Es practica en un tapís de 12x12 m en el qual es realitzen exercicis amb acompanyament musical sense cant. L'exercici ha de contenir elements acrobàtics i gimnàstics de flexibilitat, equilibri, salts i girs. Els integrants han de cooperar entre ells per executar formacions corporals i harmòniques. La durada de l'exercici sol ser entre 2′ 15″ i 2′ 30″ depenent de la categoria. El jurat valora la dificultat, la tècnica i la dimensió artística.

## Categories
L'acrosport té un total de set categories:
- Parelles: Format per dues persones que poden ser:
  - Mixtes: Un home i una dona
  - Femenines: Dues dones
  - Masculines: Dos homes

- Trios femenins: Format per tres dones

- Quartets masculins: Format per quatre homes

## Qualitats pedagògiques
Les principals característiques que es poden destacar de l'acrosport per tal d'incloure'l en els centres educatius són:
la creativitat (partint dels coneixements previs dels alumnes i de les posicions del cos es poden realitzar variades formes corporals i expressives per tal de sorprendre i enriquir la resta del grup) i la cooperació (ja que tots els membres del grup han de col·laborar per tal de realitzar les piràmides o figures pertinents, a més han de decidir temes de gran importància com el vestuari, la durada del muntatge, la coreografia, el maquillatge, la música...)
Altres aspectes fonamentals per introduir l'acrosport a les escoles:
- Autosuperació: l'Acrosport fomenta i desperta la motivació per part de l'alumnat, ja que és una activitat molt nova. Això comporta una gran superació per part dels participants.
- Autoestima: tots els alumnes formen part directa de les activitats i això fa que qui les realitza se senti important. És necessari que el mestre utilitzi reforços positius.
- Expressivitat: en totes les accions i moviments s'utilitza l'expressivitat, un component al qual no se li dona molta important i és fonamental per al desenvolupament ple de l'alumne.
- Motricitat: el moviment i la motricitat van associats. En les acrobàcies s'utilitza tant la força com l'agilitat, velocitat i fins i tot la resistència.
- El treball mixt: afavoreix el contacte entre companys desenvolupant i millorant les relacions afectives-socials. D'aquesta manera es trenca amb les barreres o inhibicions i perjudicis entre nois i noies que es produeixen a certes edats.

## Tipus d'acrobàcies individuals
En l'acrosport es distingeixen dos tipus d'acrobàcies individuals depenent si s'utilitzen o no algun tipus d'objecte.

### Amb objectes
Si s'utilitzen objectes com pilotes, aparells diversos, materials gimnàstics i si ho trobeu neccesari, matalassos.

### Sense objectes
Si, per contra, l'esportista no utilitza cap mena d'aparell, serà un exercici acrobàtic sense objectes. Dins d'aquest grup trobem:
- Medi aquàtic.
- Medi aeri.
- Medi terrestre.

## Rols dins del grup de l'acrosport
- Acròbata o àgil. Són els que realitzen els elements més complicats. Solen enfilar-se a les posicions més altes de les

piràmides.
- Portor. És aquell que se situa com a base, utilitzant el seu cos com a suport. Aquest pot ser estàtic o dinàmic i les posicions bàsiques del portador són: supina (tombat cap per amunt), quadrúpeda (quatre suports) i bípeda (de peu, dos suports).
- Ajudant. La seva funció és ajudar els membres del grup en els moments o en les fases que ho requereixin. La seva posició és estètica en l'estructura final.

## Figures i piràmides
Les figures corporals són formacions estètiques realitzades entre tots els components sense estar uns sobre d'altres. Les piràmides impliquen sempre una estructura d'almenys dos pisos, sent la base més ampla que el cim.